# Liste des interstates au Connecticut
Les autoroutes inter-États du Connecticut parcourent un total de 446,33 miles (718,30 km). L'état compte trois autoroutes principales et cinq auxiliaires. À l'exception de l'I-684, entretenue par le New York State Department of Transportation (NYSDOT), les autoroutes sont entretenues par le Connecticut Department of Transportation (CTDOT).
Certains segments ont déjà été à péage, mais tous les postes de péages de l'État ont été retirés au plus tard en 1988.

## Liste des autoroutes principales
| Numéro | Longueur (mi) | Longueur (km) | Terminus sud / ouest                      | Terminus nord / est                  | Créée | Notes |
| ------ | ------------- | ------------- | ----------------------------------------- | ------------------------------------ | ----- | ----- |
| I-84   | 97,90         | 157,55        | I-84 à la frontière de l'État de New York | I-84 à la frontière du Massachusetts | 1969  |       |
| I-91   | 58,00         | 93,34         | I-95 à New Haven                          | I-91 à la frontière du Massachusetts | 1959  |       |
| I-95   | 111,57        | 179,55        | I-95 à la frontière de l'État de New York | I-95 à la frontière du Rhode Island  | 1964  |       |
|        |               |               |                                           |                                      |       |       |

## Liste des autoroutes auxiliaires
| Numéro | Longueur (mi) | Longueur (km) | Terminus sud / ouest                           | Terminus nord / est                        | Créée | Notes                                                                      |
| ------ | ------------- | ------------- | ---------------------------------------------- | ------------------------------------------ | ----- | -------------------------------------------------------------------------- |
| I-291  | 6,40          | 10,30         | I-91 à Windsor                                 | I-84 à Manchester                          | 1994  |                                                                            |
| I-384  | 8,53          | 13,73         | I-84 / US 6 à East Hartford                    | US 6 / US 44 à Bolton                      | 1984  |                                                                            |
| I-395  | 54,69         | 88,02         | I-95 à East Lyme                               | I-395 à la frontière du Massachusetts      | 1968  |                                                                            |
| I-684  | 1,41          | 2,27          | I-684 à la frontière de l'État de New York     | I-684 à la frontière de l'État de New York | 1968  | Pas d'intersections avec d'autres routes au Connecticut; anciennement I-87 |
| I-691  | 8,92          | 14,36         | I-84 aux limites entre Southington et Cheshire | I-91 à Meriden                             | 1976  |                                                                            |
|        |               |               |                                                |                                            |       |                                                                            |